# Painscastle
Painscastle ist eine Burgstelle in Powys in Wales. Die als Scheduled Monument geschützte Burgstelle liegt am Rand des Dorfes Painscastle etwa sieben Kilometer nordwestlich von Hay-on-Wye.

## Geschichte
Eine erste Burg wurde nach 1120 von dem anglonormannischen Marcher Lord Pain FitzJohn zur Sicherung seiner Eroberungen im walisischen Fürstentum Elfael erbaut und nach ihm benannt. Wegen ihres rechteckigen Grundrisses und des Fundes von Artefakten aus der Römerzeit vermuten einige Historiker, dass die Burg auf der Stelle einer antiken römischen Befestigung errichtet wurde. Nach dem Pain FitzJohn 1137 im Kampf gegen walisische Rebellen gefallen war, fiel das aufständische Elfael wieder unter walisische Herrschaft und die Burg wurde von dem Fürsten Madog ab Idnerth erobert und zerstört. Nach dem Tod von Einion o'r Porth 1191, des Fürsten von Elfael wurde das Cantref von William de Braose erobert. Zum Schutz seiner Eroberungen errichtete er neben Colwyn Castle auch Painscastle wieder neu. Während einer Belagerung durch die Waliser 1195 verteidigte Williams Frau Maud de St Valery die Burg so energisch, dass die Burg auch Maud's Castle genannt wurde. 1196 besiegte Lord Rhys die Truppen der Marcher Lords Roger Mortimer of Wigmore und Hugh de Say in der Schlacht von Radnor und belagerte anschließend Painscastle. Die Belagerung scheiterte, nachdem de Braose einen Waffenstillstand mit Lord Rhys schloss. Bereits im Juli 1198 wurde die Burg erneut belagert. De Braose hatte 1197 den walisischen Häuptling Trahaern Fychan von Brycheiniog auf dem Weg zu Verhandlungen in Llancors in Brecon gefangen genommen und ließ den Waliser misshandeln und grausam hinrichten. Dies nahm Trahaerns Cousin Gwenwynwyn, der Fürst von Powys zum Anlass, um mit Kriegern aus Powys und Gwynedd Painscastle zu belagern. Gwenwynwyn versuchte, nach dem Tod von Lord Rhys seine Macht in Mittel- und Südwales auszuweiten, doch nach dreiwöchiger Belagerung erschien ein englisches Entsatzheer unter dem königlichen Justiciar Geoffrey fitz Peter vor der Burg. Am 13. August 1198 schlugen die Engländer die Waliser unter geringen eigenen Verlusten in einer der blutigsten Schlachten der walisischen Geschichte. Viele Waliser wurden auf der Flucht getötet, die entscheidende Niederlage ließ Gwenwynwyns Expansionspläne scheitern. Nach de Braoses Sturz 1208 fiel die Burg an König Johann, der sie von dem Waliser Gwallter ab Einion Clud besetzen ließ. Dieser stellte sich 1215 auf die Seite von de Braoses Sohn Giles, der offen gegen den König rebellierte. Nach dem Ende der Rebellion wurde Gwallter als englischer Lord von Elfael vom König anerkannt, doch nach seinem Tod 1222 unterwarf sich sein Erbe Roger Fychan dem walisischen Fürsten Llywelyn ab Iorwerth, der die Burg zerstören ließ.
Während eines Feldzugs nach Wales ließ der englische König Heinrich III. die Burg 1231 durch Hubert de Burgh als steinerne Festung wieder aufbauen. 1233 wurde die Burg an Raoul V. de Toeni (Haus Tosny) übergeben. Ein Jahr nach dem Tod von dessen Sohn Roger wurde die Burg 1264 von den Walisern unter Llywelyn ap Gruffydd erobert und zerstört. Rogers Sohn Ralph ließ die Burg nach 1277 wieder errichten. Über dessen Tochter fiel sie 1307 an Guy de Beauchamp, 10. Earl of Warwick. Im 14. Jahrhundert wurde die Burg verlassen und verfiel. Während der Rebellion von Owain Glyndŵr wurde die Burg 1401 noch einmal mit einer englischen Garnison besetzt, doch anschließend wurde sie endgültig aufgegeben. Sie diente als Steinbruch, die Mauern wurden bis auf geringe Fundamentreste abgetragen. Die Burgstelle gehört heute zu einer benachbarten Farm und ist auf Anfrage zu besichtigen.

## Anlage
Die Burg lag strategisch günstig nördlich des Bachawy, eines kleinen Nebenflusses des Wye. Die als Motte mit Holz- und Erdbefestigungen angelegte Burg wurde nach 1231 zu einer steinernen Festung ausgebaut. Sie bestand aus einem runden Keep auf dem Gipfel der Motte, die von einem eigenen Graben umgeben war. Nördlich der Motte erstreckte sich ein rechteckiger, von einer Ringmauer und Graben umgebener Burghof mit mindestens zwei D-förmigen Türmen und einem Torhaus im Osten, wobei sich ungewöhnlicherweise ein weiterer Wall außerhalb des Grabens befindet. Ein weiteres Vorwerk war vermutlich nur mit hölzernen Befestigungen versehen. Heute sind von der Burg nur die Reste des Burghügels sowie die Wälle und Gräben erhalten. Von den Mauern und Türmen sind kaum noch Reste übrig. Die etwa 11 m hohe Motte hat auf dem Gipfel einen Durchmesser von 22 m. Der noch von mächtigen Wällen und Gräben umgebene Burghof ist etwa 60 m lang.
Unmittelbar östlich der Burg entstand im 13. Jahrhundert an einem kleinen Zufluss zum Bachawy das Dorf Painscastle.